# Lathyrus bijugus
Lathyrus bijugus är en ärtväxtart som beskrevs av Pierre Edmond Boissier och Friedrich Wilhelm Noë. Lathyrus bijugus ingår i släktet vialer, och familjen ärtväxter. Inga underarter finns listade i Catalogue of Life.